# Nycteris macrotis
Nycteris macrotis är en fladdermusart som beskrevs av George Edward Dobson 1876. Nycteris macrotis ingår i släktet Nycteris och familjen hålnäsor. IUCN kategoriserar arten globalt som livskraftig. Inga underarter finns listade i Catalogue of Life. Wilson & Reeder (2005) skiljer mellan fyra underarter.
Denna fladdermus blir med svans cirka 12 cm lång, har 4,5 till 5 cm långa underarmar och cirka 3 cm långa öron. På ovansidan förekommer mörk rödbrun päls och undersidan är täckt av gråaktig päls. Enligt en annan källa byter arten pälsfärg under årets lopp. Den första varianten är på ovansidan rödbrun med grå skugga och den andra varianten har på ryggen en orangebrun till tydlig orange päls. Flygmembranen har hela året en gråbrun till mörkgrå färg.
Arten förekommer i Afrika söder om Sahara från Senegal i väst till Somalia i öst och söderut till Angola, Botswana och Moçambique. Den vistas i olika habitat som fuktiga skogar och torra savanner.
Individerna vilar ofta i trädens håligheter eller mera sällan i grottor eller under byggnadernas tak. Där sover de ensam eller i flockar med 10 till 20 medlemmar. Nycteris macrotis flyger långsam men den har bra förmåga att byta riktning. Arten är även aktiv vid kyligt väder och den intar inget stelt tillstånd (torpor). Ibland delas sovplatsen med fladdermöss från släktet Hipposideros. Arten jagar främst hopprätvingar, skalbaggar och termiter som den troligen plockar från växtligheten eller från marken. Nyfödda ungar håller sig under den första tiden fast i moderns päls.